# Сомалійські гірські склерофітні рідколісся
Сомалійські гірські склерофітні рідколісся (ідентифікатор WWF: AT1319) — афротропічний екорегіон пустель і склерофітних чагарників, розташований на півночі Сомалі.

## Географія
Екорегіон сомалійських гірських склерофітних рідколісь охоплює гірські та прибережні райони Сомаліленду та Пунтленду на півночі Сомалі. Він охоплює скелясті гори Каркаар, які простягаються із заходу на схід паралельно узбережжю Аденської затоки, а також прибережні рівнини, що простягаються від мису Гвардафуй на крайньому північному сході Сомалійського півострова вздовж узбережжя Аравійського моря на південь до Ейля. Західну частину регіону складають гори Гаанліба та Голіс, а далі на схід від них розташовані гори Калмеду та нагір'я Ого. Висота екорегіону коливається від рівня моря на півночі та сході до 2416 м над рівнем моря на вершині гори Шімбіріс, найвищої гори Сомалі. З геологічної точки зору основу гір регіону складають вапняки та гіпси.

## Клімат
На більшій частині екорегіону переважає спекотний та сухий пустельний клімат (BWh за класифікацією кліматів Кеппена). Середньорічна температура коливається від 21 °C до 30 °C у низинах та від 9 °C до 21 °C у горах. Середньорічна кількість опадів у низинних районах становить менше 200 мм, більшість яких випадає взимку, однак на великих висотах вона може досягати 700 мм.

## Флора
В межах екорегіону зустрічаються різні рослинні угруповання, розподіл яких залежить від висоти над рівнем моря, кількості опадів та ґрунтів.
На спекотних та сухих прибережних рівнинах поширені пустелі, рослинність в яких рідкісна або взагалі відсутня. На узбережжях Індійського океану та біля підніжжя гір поширені відкриті чагарникові зарості. Серед дерев, що зустрічаються в низовинах регіону, слід відзначити акації з родів Vachellia та Senegalia, а також різні види комміфорових дерев (Commiphora spp.) та босвеллій (Boswellia spp.).
На гірських схилах та уступах поширені вічнозелені та напіввічнозелені чагарникові зарості та невисокі рідколісся, основу яких складають нубійські драконові дерева (Dracaena ombet), оливкоподібні барбеї (Barbeya oleoides), лавролисті мімузопси (Mimusops laurifolia), пурпурові кадії (Cadia purpurea), самшити Гільденбрандта (Buxus hildebrandtii), ефіопські фісташки (Pistacia aethiopica) та абіссинські акрокантери (Acokanthera shimperi). Тут зустрічаються гігантські сукуленти — абіссинські молочаї (Euphorbia abyssinica) та ендемічні високі деревоподібні алое (Aloidendron eminens). У високогір'ях регіону ростуть ялівцево-оливкові гаї, основу яких складають африканські яловці (Juniperus procera) та африканські маслини (Olea europaea subsp. cuspidata).
Загалом флора екорегіону є малодослідженою внаслідок тривалого періоду політичної нестабільності в Сомалі. Серед ендеміків екорегіону слід відзначити сомалійську пустельну руту (Thamnosma somalensis), купчасту барлерію (Barleria compacta), розсічену веллстедію (Wellstedia laciniata), сомалійську веллстедію (Wellstedia somalensis),  а також різновидну реншію (Renschia heterotypica), єдиний представник монотипового роду Renschia, та чотири види з роду Сонцецвіт (Helianthemum). Також ендемічними представниками екорегіону є коптська боссвелія (Boswellia frereana), зі смоли якої добувають цінний ладан. В горах на висоті від 1500 до 1800 м над рівнем моря зустрічається ендемічний підвид Ceratonia oreothauma ssp. oreothauma, а серед гіпсових відслонень — ендемічна сидячолиста резеда (Reseda sessilifolia).

## Фауна
Серед поширених в екорегіоні ссавців слід відзначити антилопу-стрибуна (Oreotragus oreotragus), бейру (Dorcatragus megalotis), геренука (Litocranius walleri), еритрейського дікдіка (Madoqua saltiana), малу газель (Gazella spekei), сомалійську газель (Nanger soemmerringii), газель-доркас (Gazella dorcas), африканського бородавочника (Phacochoerus africanus), пустельного бородавочника (Phacochoerus aethiopicus), гамадрила (Papio hamadryas), абіссинського зайця (Lepus habessinicus), африканського трубкозуба (Orycteropus afer), капського дамана (Procavia capensis), плямистого дамана (Heterohyrax brucei), східноафриканського гунді (Pectinator spekei) та африканського мішкокрила (Coleura afra). Серед хижих ссавців, поширених в регіоні, слід відзначити африканського леопарда (Panthera pardus pardus), плямисту гієну (Crocuta crocuta), смугасту гієну (Hyaena hyaena), африканського вовка (Canis lupaster), чепрачного шакала (Lupulella mesomelas) та медоїда (Mellivora capensis). Майже ендемічними представниками екорегіону є колючі миші Луїзи (Acomys louisae), сомалійські їжаки (Atelerix sclateri), сомалійські стрибунці (Galegeeska revoilii), сомалійські тризубценоси (Asellia italosomalica) та сомалійські мангусти (Herpestes ochraceus).
Серед поширених в екорегіоні птахів слід відзначити сомалійського страуса (Struthio molybdophanes), жовтогорлого турача (Pternistis leucoscepus), пустельного рябка (Pterocles exustus), сомалійську дрохву (Lophotis gindiana), білочеревого галасника (Corythaixoides leucogaster), сомалійську бджолоїдку (Merops revoilii), сомалійського бігунця (Cursorius somalensis), червонодзьобого токо (Tockus erythrorhynchus), еритрейського крука (Corvus edithae), блискотливу маріку (Oenanthe chrysopygia), сомалійського сорокопуда (Lanius somalicus), сомалійського мерла (Lamprotornis shelleyi), пустельну принію (Prinia rufifrons), золотистого щеврика (Tmetothylacus tenellus), строкатоголову вівсянку (Emberiza striolata), сомалійську кам'янку (Oenanthe phillipsi), абісинську кам'янку (Oenanthe lugubris), чорнохвостого трактрака (Oenanthe melanura), рудощокого ткачика (Ploceus galbula) та рудоголового горобця (Passer castanopterus). Ендеміками екорегіону є сомалійські голуби (Columba oliviae), саванові фірлюки (Mirafra sharpii), сомалійські дрозди (Turdus ludoviciae), сомалійські чечітки (Linaria johannis) та сомалійські армілки (Rhynchostruthus louisae), поширені в горах регіону. Також ендемічними представниками екорегіону є кілька видів плазунів, зокрема діадемові полози Скорчетті (Spalerosophis josephscorteccii), сітчасті сліпуни (Epacrophis reticulatus) та псевдоящурки Севіджа (Pseuderemias savagei).

## Збереження
Великі природоохоронні території в екорегіоні відсутні, однак значна частина рослинного покриву регіону залишається недоторканою, особливо у високогір'ях. Загрозою для збереження природи регіону є вирубка ялівцевих лісів, випас кіз та великої рогатої худоби в горах та полювання на великих тварин, зокрема на антилоп. Серед заповідників регіону слід відзначити Лісовий національний парк Даало, Національний парк Гаанліба та Національний парк Рас-Хафун.